# Plynovod Jamal–Evropa

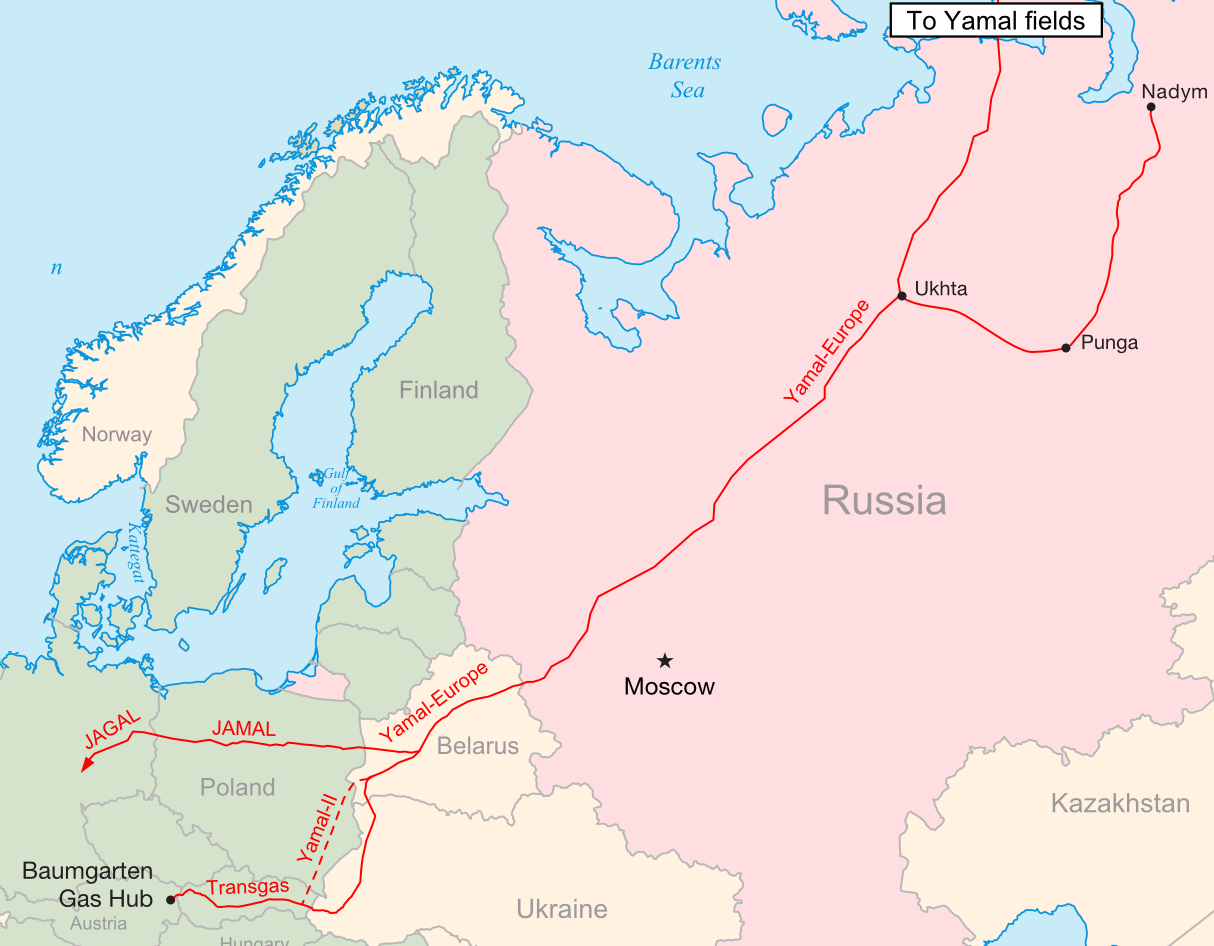
Mapa plynovodu

Plynovod Jamal–Evropa je plynovod, dlouhý 1 670 km, který přivádí plyn do Německa, Polska a Běloruska z Ruska. Ve městě Toržok v Rusku se napojuje na starší ruské plynovody, které přivádějí plyn z nalezišť zemního plynu na poloostrově Jamal a z přilehlých oblastí (sever Ťumeňské oblasti, severní Ural, Komijská republika).
Plány stavby plynovodu Jamal–Evropa začaly v roce 1992. Mezivládní dohody mezi Ruskem, Běloruskem a Polskem byly podepsány roku 1993. V roce 1994 společnost Wingas, joint venture firem Gazprom a Wintershall – dceřiná firma společnosti BASF, začala se stavbou německé části plynovodu. Mezi polskou obcí Gorzyca a německou obcí Lebus bylo pod řekou Odrou postaveno napojení na polskou část plynovodu, které se na německé straně v Lebusu napojuje na plynovod JAGAL. První dodávky plynu do Německa dorazily v roce 1997. Německou část plynovodu spravuje německo-ruský Wingas. Polská část plynovodu byla postavena na tři etapy v letech 1994-1999 především polskými firmami Gazoprojekt S.A., Gazobudowa, GAZ-2000, ABB Zamech Elbląg, Alstom Polska. Polskou část plynovodu provozuje polsko-ruský Europol Gaz S.A.. Běloruská část plynovodu Jamal-Evropa byla dokončena v roce 1999. V roce 2004 ruský Gazprom získal 50 % akcií státního běloruského distributora plynu Beltransgaz a přejal kontrolu nad běloruskou částí plynovodu Jamal. V roce 2011 pak Gazprom společnost Beltransgaz zcela převzal a běloruskou část Jamalu současně provozuje jeho dceřiná společnost Gazprom Transgaz Belarus. Z bělorusko-ruské hranice plynovod Jamal vede 402 km do města Toržok nedaleko Moskvy, kde se spojuje s několika plynovody přivádějícími plyn z oblasti poloostrova Jamal, severního Uralu a severní části Ťumenské oblasti (plynovody Toržok-Uchta-Vuktyl, Severní část Ťumeňské oblasti-Torzhok, Uchta-Toržok, Uchta-Toržok 2). V Rusku plynovod provozuje společnost Gazprom.
Plynové potrubí má průměr 1 420 mm, tlak v něm zajišťuje 15 kompresorových stanic (4 v Rusku, 5 v Bělorusku, 5 v Polsku, 1 v Německu). Plynovod navazuje na ruské plynovody přivádějící plyn ze severu do ruského města Toržok a vede 402 km Ruskem, 575 km vede Běloruskem, 683 km vede Polskem a několik kilometrů Německem, kde se napojuje na místní německou síť plynovodů (plynovod JAGAL).

## Ukončení dodávek z Ruska
Po napadení Ukrajiny Ruskem v únoru 2022 byly dodávky zemního plynu z Ruska plynovodem Jamal omezeny. Rusko vývoz plynu do Polska zastavilo už koncem dubna kvůli odmítnutí požadavku na platby v rublech. Dne 12. května 2022 firma Gazprom oznámila, že přeruší dodávky kvůli ruským sankcím na firmu EuRoPol GAZ, která vlastní polskou část plynovodu Jamal. Rusko uvalilo sankce také na divize německé společnosti Gazprom Germania, v níž Gazprom předtím ukončil svou účast.
Roku 2023 byl natočen dokument „Indiáni Sibiře proti těžařům“ popisující potíže Něnců na poloostrově Jamal s ruskou těžbou plynu.